# Ољшавка (Стропков)
Ољшавка (слч. Oľšavka) насељено је мјесто са административним статусом сеоске општине (слч. obec) у округу Стропков, у Прешовском крају, Словачка Република.

## Становништво
| Година:    | 1994. | 2004.   | 2014.   | 2024.    |
| ---------- | ----- | ------- | ------- | -------- |
| Број људи: | 258   | 237     | 219     | 167      |
| Разлика:   |       | -8,13 % | -7,59 % | -23,74 % |

| Година:    | 2023. | 2024.   |
| ---------- | ----- | ------- |
| Број људи: | 176   | 167     |
| Разлика:   |       | -5,11 % |

Према подацима о броју становника из 2024. године насеље је имало 167 становника.